# Fuente de Cella
La Fuente de Cella se encuentra situada en la localidad turolense de Cella, España y se trata de un gran pozo artesiano construido en el siglo XII y ornamentado entre los años 1729 y 1731 por el Capitán de Ingenieros Domingo Ferrari por orden de la Audiencia de Aragón. Es uno de los más grandes, amplios y profundos de Europa.

## Características
El origen geológico se establece en la acumulación acuífera que se produce entre la capa jurásica permeable y la triásica impermeable.
La Fuente de Cella tiene forma elíptica con un diámetro mayor de 34,83 metros y un diámetro menor de 24,84 metros. El perímetro es de 130 metros y está rodeado por un pretil de piedra de sillería, en un extremo se da salida al agua por medio de un paso cubierto por una ermita, dedicada a san Clemente. La profundidad es de 9 metros en la orilla y 11,5 metros en el centro y el caudal medio que mana este pozo es de unos 3500 litros por segundo.
La Fuente de Cella es el nacimiento del Río Jiloca. Durante el siglo XVIII se canalizó el tramo de Cella a Monreal del Campo, cuando se desecaron la Laguna del Cañizar de Villarquemado y las Balsas de Alba. Según algunas tesis, el río Jiloca en este tramo, hasta entonces, fluiría como una masa de agua subterránea. 
La Fuente de Cella es también el origen de tres acequias que riegan 7 pueblos. Las acequias son la "acequia Madre", la "acequia del Caudo" y la "acequia de la Granja". Los pueblos que aprovechan estas aguas para el regadío son Cella, Villarquemado, Santa Eulalia del Campo, Torremocha, Torrelacárcel, Alba y Villafranca del Campo. El regadío está escrupulosamente regulado por las "Reales Ordenanzas y Providencias de 1772".
El 14 de marzo de 1685 se otorga propiedad de la fuente y sus aguas al Justicia mayor de Aragón, José Esmir.

## Catalogación
La Fuente de Cella está catalogada como Bienes de Interés Cultural, por resolución de fecha 31/08/1983 publicado en el B.O.E. del día 24/09/1983.